# Paul H. Nitze School of Advanced International Studies
De Paul H. Nitze School of Advanced International Studies of SAIS is een graduate school in Washington D.C. en is een van de leidende instituten op het gebied van internationale betrekkingen, economie, diplomatie en beleidsonderzoek. Ze is genoemd naar Paul Nitze (1907-2004) die decennialang mede vorm gaf aan de Amerikaanse buitenlandse politiek. De SAIS is onderdeel van Johns Hopkins University.

## Instituut
De SAIS ligt aan Washington D.C.'s Massachusetts Avenue, vlak bij Dupont Circle en op een steenworp afstand van Het Brookings Instituut, de Carnegie Endowment voor Internationale Vrede, het Center for Global Development and het Instituut voor Internationale Economie. De school is een van de grootste centra voor politiek debat en was alma mater van vele prominente politicologen: student waren onder meer de president van de Wereldbank, Paul Wolfowitz, de politieke econoom Francis Fukuyama, de politicoloog en oud-nationaal veiligheidsadviseur Zbigniew Brzeziński en de Midden-Oostenonderzoeker Fouad Ajami.
De SAIS heeft drie vestigingen: de hoofdvestiging in Washington D.C. (VS) met zo'n 550 fulltime studenten en dependances in Bologna (Italië) (180 fulltime studenten) en Nanking China met ongeveer 100 fulltime studenten. Van dezen komt 60% uit de Verenigde Staten en 40% uit meer dan 65 andere landen. Ongeveer de helft is vrouw en 22% komt uit Amerikaanse minderheden. Het SAIS Bologna Center is de enige fulltime internationale betrekkingen opleiding in Europa dat werkt met het Amerikaanse systeem; het Hopkins-Nanjing Center, dat alle vakken in het Chinees geeft, is een samenwerking tussen de  SAIS en Nanjing University. Vakken worden gegeven in meer dan zeventien onderzoeksdisciplines, waaronder Internationale Economie, Internationale Betrekkingen, Internationaal Recht, Strategische studies, Conflict management, Internationaal Beleid, Internationale Ontwikkeling, Afrika studies, Amerikaans buitenlands beleid, Asia studies, China Studies, Japan Studies, Zuidoost Azië Studies, Europa Studies, Midden-Oosten Studies, Rusland & Eurazië Studies en Westelijk Halfrond Studies.

## Programma's

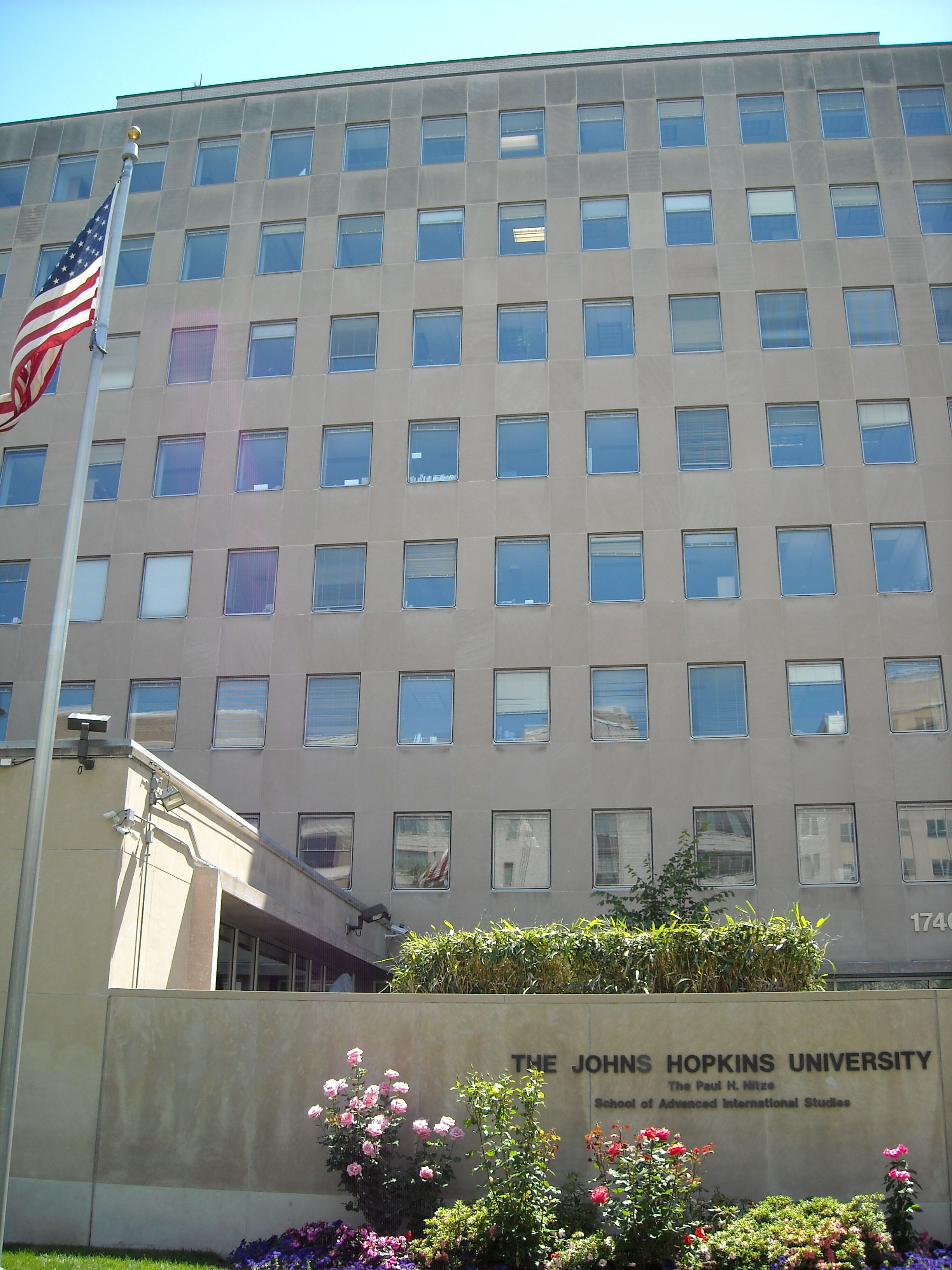
Johns Hopkins University, Washington DC campus

Ongeveer 250 studenten studeren ieder jaar af aan SAIS's Washington, D.C. campus van het tweejarig Master of Arts programma in internationale betrekkingen en internationale economie. SAIS heeft officiële joint-degree programma's met de Wharton School van de University of Pennsylvania, de Johns Hopkins University Bloomberg School of Public Health, Stanford Law School, en de Maxwell School of Citizenship and Public Affairs van Syracuse University.

## Geschiedenis
De SAIS werd opgericht in 1943 door Paul Nitze en Christian Herter en werd onderdeel van Johns Hopkins University in 1950. De school is opgericht tijdens de Tweede Wereldoorlog door een aantal politici die nieuwe methoden zochten om mensen voor te bereiden om met de internationale verantwoordelijkheden die op de Verenigde Staten zouden afkomen na de oorlog om te gaan. De oprichters brachten een aantal hoogleraren en professionals bijeen om internationale betrekkingen, internationale economie en vreemde talen te leren aan een kleine groep studenten. Het rooster werd ontworpen om zowel academisch als praktisch te zijn. Een vanzelfsprekende keuze voor de plaats van de school was Washington, D.C., de stad waar Amerikaans beleid wordt ontworpen en in praktijk wordt gebracht. Toen de school in 1944 werd geopend, telde zij vijftien studenten.

## Centra
- Foreign Policy Institute
- Central Asia-Caucasus Institute
- Center For Constitutional Studies And Democratic Development (Italy)
- Center for Displacement Studies
- Center for International Business and Public Policy
- Center for Strategic Education
- Center for Transatlantic Relations
- The Dialogue Project
- Hopkins-Nanjing Research Center (China)
- Institute for International Research (China)
- International Energy and Environment Program (IEEP)
- International Reporting Project
- Philip Merrill Center for Strategic Studies
- Protection Project
- Reischauer Center for East Asia Studies
- Schwartz Forum on Constructive Capitalism
- SME Institute
- Swiss Foundation for World Affairs
- US-Korea Institute

## Bekende Nederlandsealumni
- Hans Hoogervorst, o.a. oud-minister van volksgezondheid, oud-minister van financiën (VVD)
- Bert Koenders, o.a. oud-minister van Ontwikkelingssamenwerking (OS) (PvdA)
- Lousewies van der Laan, onder meer voormalig fractieleidster D66 in de Tweede Kamer
- Gert-Jan Segers, fractievoorzitter ChristenUnie in de Tweede Kamer